# 5829 Ishidagoro
5829 Ishidagoro (1991 CT1) là một tiểu hành tinh vành đai chính được phát hiện ngày 11 tháng 2 năm 1991 bởi S. Otomo và Muramatsu ở Kiyosato.